# Spathiphyllum blandum
Spathiphyllum blandum (también conocido como cala de Francia, espatifilo, donjorge, lirio de la paz, espina de eucaliptos u ojo de caballo es una especie de Spathiphyllum originario de Brasil y el cono sur de Vietnam.

## Descripción
Hojas verdes lisas, unánimes, alcanzan los dos metros generalmente brota entre la mitad de abril, con una vara de 25 cm, el capullo, en forma de naranja aun verde, florece a los 5 días de haber aparecido el tallo, las flores son básicamente una hoja blanca, amarilla o roja y el espádice de 10 mm, cuyo único "pétalo" (bráctea o espata) cubre este último.